# Тест Куйпера
Тест Куйпера використовується в статистиці для перевірки того чи даний розподіл, або сімейство розподілів, не має підстав у вибірці даних. Названий на честь голландського математика Ніколаса Койпера. 
Тест Куйпера тісно пов'язаний з більш відомим тестом Колмогорова – Смирнова (або  як його часто називають КС тестом). Як і у випадку з тестом КС, статистика розбіжностей D+ і D— позначає абсолютні значення найбільших позитивних і найбільших негативних похибок між двома порівнюваними функціями розподілу. Хитрість тесту Куйпера полягає у використанні величини D+   +   D— як тестової статистики. Ця невеличка зміна робить тест Куйпера настільки ж чутливим у хвостах як в медіані, а також робить його інваріантним до циклічних перетворень незалежної змінної. Тест Андерсона-Дарлінга - інший тест, що забезпечує однакову чутливість в хвостах і медіані, проте він не гарантує циклічної інваріантності. 
Ця інваріантність до циклічних перетворень робить тест Куйпера неоціненним при тестуванні циклічних варіацій за часом року або днем тижня або часу доби, і взагалі для тестування відповідності і відмінностей між кільцевими розподілами ймовірностей .

## Означення

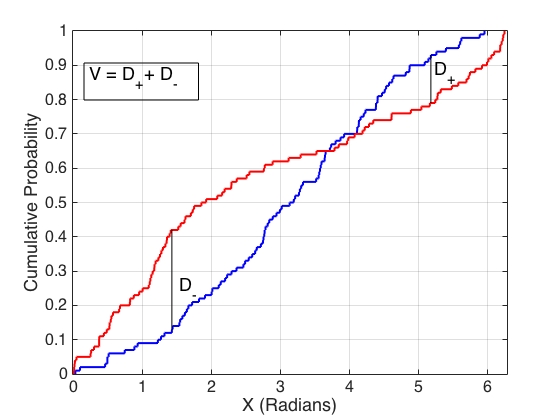
Ілюстрація двовимірної статистики тесту Куйпера. Кожна з червоних і синіх ліній відповідає емпіричній функції розподілу, а чорні стрілки показують відстані точок, які складають статистику Куйпера.

Тестова статистика, V, тесту Куйпера визначена так: нехай F неперервна функція розподілу, яку приймають за нульову гіпотезу. Позначимо вибірку даних, що є незалежними реалізаціями випадкових величин, з функцією розподілу F, xi (i=1,...,n). Далі визначають
{\displaystyle D^{+}=\mathrm {max} \left[i/n-F(x_{i})\right],}
{\displaystyle D^{-}=\mathrm {max} \left[F(x_{i})-(i-1)/n\right],}
і, нарешті, 
{\displaystyle V=D^{+}+D^{-}.}
Таблиці критичних значень тестової статистики доступні і до них належать деякі випадки, коли тестований розподіл цілком не відомий, тож параметри сімейства розподілів оцінюють.
Якщо тестована гіпотеза правильна, то статистика {\displaystyle {\sqrt {n}}V_{n}} прямує до розподілу:
{\displaystyle G(v)=1-\sum _{m=1}^{\infty }2(4m^{2}v^{2}-1)e^{-2m^{2}v^{2}}} .
Аби зменшити залежність розподілу статистики від розміру вибірки, можна в критерії використовувати модифікацію статистики вигляду
{\displaystyle V=V_{n}\left({\sqrt {n}}+0,155+0,24/{\sqrt {n}}\right)} ,
чи модифікацію статистики типу
{\displaystyle V_{n}^{mod}={\sqrt {n}}\left(D_{n}^{+}+D_{n}^{-}\right)+1/(3{\sqrt {n}})} .
У першому випадку розбіжностями між розподілом статистики від граничного розподілу можна знехтувати при {\displaystyle n>20}, у другому — при {\displaystyle n>30}.
При перевірці простих гіпотез критерій не залежить від розподілу, тобто не залежить від типу тестованого розподілу.
Гіпотезу відхиляють при великих значеннях статистики.

## Приклад
Спробуємо перевірити гіпотезу, що комп'ютери ламаються частіше в певний проміжок в році ніж решту часу. Щоб перевірити це, потрібно зібрати  дати коли комп'ютери ламаються і побудувати емпіричну функцію розподілу. Тоді нульова гіпотеза полягає в тому, що невдачі є рівномірно розподіленими. Статистика Куйпера не змінюється, якщо ми змінюємо початок року і для нього не потрібно групувати несправності за місяцями чи щось такого штибу. Ще один приклад тестової статистики з такою ж властивістю статистика Уотсона, яка пов'язана з тестом Крамера–фон Мізеса.
Однак, якщо збої стаються в основному у вихідні, багато тестів рівномірного розподілу, такі як K-С і Куйпера б не здатні цього виявити, оскільки вихідні трапляються протягом року. Ця неможливість відрізнити гребінце-подібні розподіли від неперервного рівномірного розподілу -- є наріжною проблемою статистистик варіацій К-С тесту. Тест Куйпера, застосований до часових подій з модулем один тиждень здатний виявити таку закономірність. Застосовуючи до промодулювані в часі подій К-С тест може дати різні результати, в залежності від фазування даних. У такому прикладі К-С тест може виявляти нерівномірність вибірки даних, якщо починати тиждень в суботу, але не в змозі виявити нерівномірність, якщо вважати початком тижня середу.